# Donaucity-Kirche
Donaucitykirche (właściwie Kościół Chrystusa Nadziei Świata, niem. Die Kirche Christus, Hoffnung der Welt) – rzymskokatolicki kościół w Wiedniu, w dzielnicy Donaustadt, a dokładniej w obrębie skupiska biurowców – Vienna International Centre, reprezentujący tendencje neomodernistyczne. Zaprojektowany został przez, austriackiego architekta, Heinza Tesara.

## Lokalizacja
Donaucitykirche znajduje się w bardzo nietypowym dla kościołów położeniu – pośród wieżowców, z których najwyższy ma ponad 120 m, w centrum rozległej dzielnicy biznesowej. Dojazd zapewnia metro wiedeńskie – stacja Kaisermühlen/Vienna International Centre (linia U1) i autobusy miejskie Wiener Linien, linii 20B, 90A, 91A i 92A. Wszystkie przystanki zlokalizowane są przy samym kościele.

## Historia
W ramach zabudowy nowej dzielnicy, jaką było Vienna International Centre (wtedy UNO-City), postanowiono rozpisać konkurs na kościół dla tego rejonu. Spośród nadesłanych prac wybrano dzieło Heinza Tesara, które, jak uzasadniano, może istnieć niezależnie od otoczenia wieżowców. Budowę rozpoczęto w 1999, a obiekt oddano wiernym w 2000. Objęli go ojcowie Salwatorianie. Obecnie proboszczem jest Albert Gabriel (styczeń 2010).

## Architektura
Kościół posiada minimalistyczną architekturę i przypomina kostkę wykonaną z chromowanej stali. Bryłę rozbija duży krzyż na głównej elewacji. Obok znajduje się dzwonnica na trzy dzwony. Ściany są perforowane – światło do wnętrza wpuszczają okrągłe otwory oraz dwa wklęsłe narożniki bryły, które są przeszklone. Konstrukcja taka powoduje, że o różnych porach dnia i roku wnętrze jest oświetlone w zupełnie różny sposób, a efekty świetlne są zależne od stopnia nasłonecznienia, barwy nieba i wielu innych przypadkowych czynników przyrodniczych. Część elementów wnętrza zostało zaprojektowane przez dzieci.